# Ave Maria de Schubert (film)
Pour les articles homonymes, voir Ave Maria et Ave Maria de Schubert.
Pour plus de détails, voir Fiche technique et Distribution.
Ave Maria de Schubert est une cinéphonie réalisée en 1935 par Max Ophüls à partir de l'Ellens dritter Gesang composé par Franz Schubert.

## Synopsis
Elisabeth Schumann chante l'Ave Maria de Schubert

## Fiche technique
- Titre : Ave Maria de Schubert
- Réalisation : Max Ophüls
- Décors : René Moulaert
- Photographie : Franz Planer
- Son : B. Willmart, Arthur Hoérée
- Producteur : Victor Bietrix du Villars, Jacques Thibaud, Raymond Borderie
- Société de Production : CGAI-Compagnie des grands artistes internationaux (Lyon) pour Fox-Europa
- Pays :  France
- Format : Noir et blanc  - Son mono - 1,37:1
- Genre : Court métrage
- Durée : 5 minutes
- Année : 1936

## Distribution
- Elisabeth Schumann